# Palicourea calothyrsus
Palicourea calothyrsus är en måreväxtart som beskrevs av Karl Moritz Schumann och Kurt Krause. Palicourea calothyrsus ingår i släktet Palicourea och familjen måreväxter. IUCN kategoriserar arten globalt som sårbar.
Artens utbredningsområde är Ecuador. Inga underarter finns listade i Catalogue of Life.